# Leidya distorta
Leidya distorta är en kräftdjursart som först beskrevs av Joseph Leidy 1855.  Leidya distorta ingår i släktet Leidya och familjen Bopyridae. Inga underarter finns listade i Catalogue of Life.